# Neofusicoccum corticosae
Neofusicoccum corticosae är en svampart som beskrevs av Crous & Summerell 2006. Neofusicoccum corticosae ingår i släktet Neofusicoccum och familjen Botryosphaeriaceae.   Inga underarter finns listade i Catalogue of Life.